# Ристо Шишков
Ристо Василев Шишков е виден филмов, театрален и телевизионен актьор от Социалистическа Република Македония.

## Биография
Шишков е роден в сярското село Мръсна, Егейска Македония, Гърция в 1940 година. Баща му и вуйчо му са лежали в гръцки затвор в Крит. В 1945 година семейството му през България се изселва в Струмица, Югославия, където Шишков получава началното си образование. Завършва актьорско майсторство в Театралната академия в Белград в 1962 година. Две години работи в Югославския драматичен театър в Белград и после се установява в Скопие, където от 1 октомври 1964 година работи в Македонския народен театър.
През същата 1964 година посолството на България в Белград се свързва с него, за което той своевременно информира Югославската тайна полиция. През 1975 година е заведено негово дело от Съюзна служба за сигурност (СДБ), започва да бъде следен и да му бъде подслушван телефона, заради проявявания от него „македонски национализъм“. Критикува положението на бежанците от Егейска Македония и липсата на самостоятелност на Социалистическа Република Македония. Тайните служби констатират, че тежката болест на майка му, разводът със съпругата му и други лични проблеми, водят до това често да критикува режима в нетрезво състояние, а чрез кума си осъществява връзка с дисидента Благоя Марковски. В 1979 година е обвинен за обида на сръбски и хърватски артисти и на Тито, през 1980 година е осъден и влиза в затвора.

На 18 ноември 1981 година режисьорът Владимир Милчин, който същевременно е сътрудник на УДБ-а, се среща с Шишков и в дописка пише: 
| „ | ... дойде Ристо Шишков в пияно състояние и без повод се обърна към нас: „Аз съм българофил, който има смелостта публично да признае това без да се плаша от обществеността“, а в същото време се обърна към мен, че всичко това мога да го предам на службата. | “ |

Умира на 17 юни 1986 година в Скопие от бъбречна болест, причинена от полицейските побои. Шишков играе в общо 54 театрални постановки, в 11 филма, пет телевизионни драми, три телевизионни сериала и много радиопиеси. В негова чест се провежда фестивалът за камерен театър „Ристо Шишков“ в Струмица.

## Награди
- 1967 ФФАО, Ниш, специална награда за „Планината на гневот“ (Планината на гнева)
- 1976 ФФАО, Ниш, грамота за мъжка роля за „Најдолгиот пат“ (Най-дългият път)
- 1977 Театрална награда на Македонския театрален фестивал „Войдан Чернодрински“, Прилеп за „Крчма под зеленото дрво“ (Кръчма под зеленото дърво)

## Филмография
- 1966 До победата и по неа (До победата и след нея) (Главна роля)
- 1967 Каде по дождот (Къде след дъжда) (Второстепенна роля)
- 1967 Македонска крвава свадба (Македонска кървава сватба) (Главна роля)
- 1968 Планината на гневот (Планината на гнева) (Главна роля)
- 1969 Републиката во пламен (Републиката в пламък) (Главна роля)
- 1969 Битка на Неретви (Битка на Неретва) (Второстепенна роля)
- 1970 Слики на дрво (Снимки на дърво) (сериал)
- 1970 Балада за орканата (сериал)
- 1971 Црно семе (Черно семе) (Главна роля)
- 1972 Истрел (Изстрел) (Главна роля)
- 1972 Табакерата (Главна роля, сериал)
- 1973 Залез зад езерската земја (Залез зад езерната земя) (Главна роля, сериал)
- 1975 Јад (Яд) (Второстепенна роля)
- 1975 Валшебното самарче (Вълшебното самарче) (Главна роля, сериал)
- 1975 Парадоксот на Диоген (Парадоксът на Диоген) (Главна роля, сериал)
- 1976 Патот кон иднината (Пътят към бъдещето) (Главна роля, сериал)
- 1976 Најдолгиот пат (Най-дългият път) (Главна роля)
- 1977 Дождовито сонце (Дъждовно слънце) (Главна роля, сериал)
- 1981 Црвениот коњ (Червеният кон) (Главна роля)
- 1984 Нели ти реков (Нали ти рекох) (Главна роля)[7]